# Studebaker Avanti
Studebaker Avanti — персональное престижное купе, производившееся Studebaker Corporation с июня 1962 по декабрь 1963 года. Avanti имел броский дизайн, опережающий своё время, из-за чего он не нашёл популярности и перестал производиться уже в следующем году. Это был последний автомобиль компании, прекратившей своё существование в 1966 году.

## Дизайн

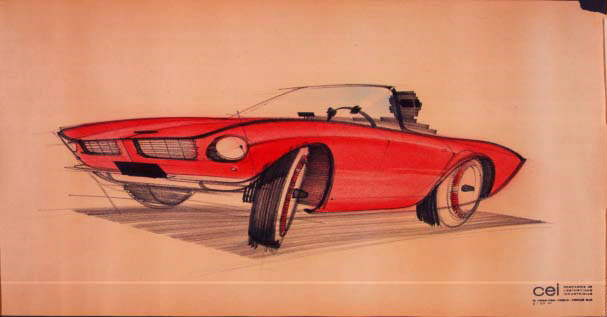
Ранний эскиз модели

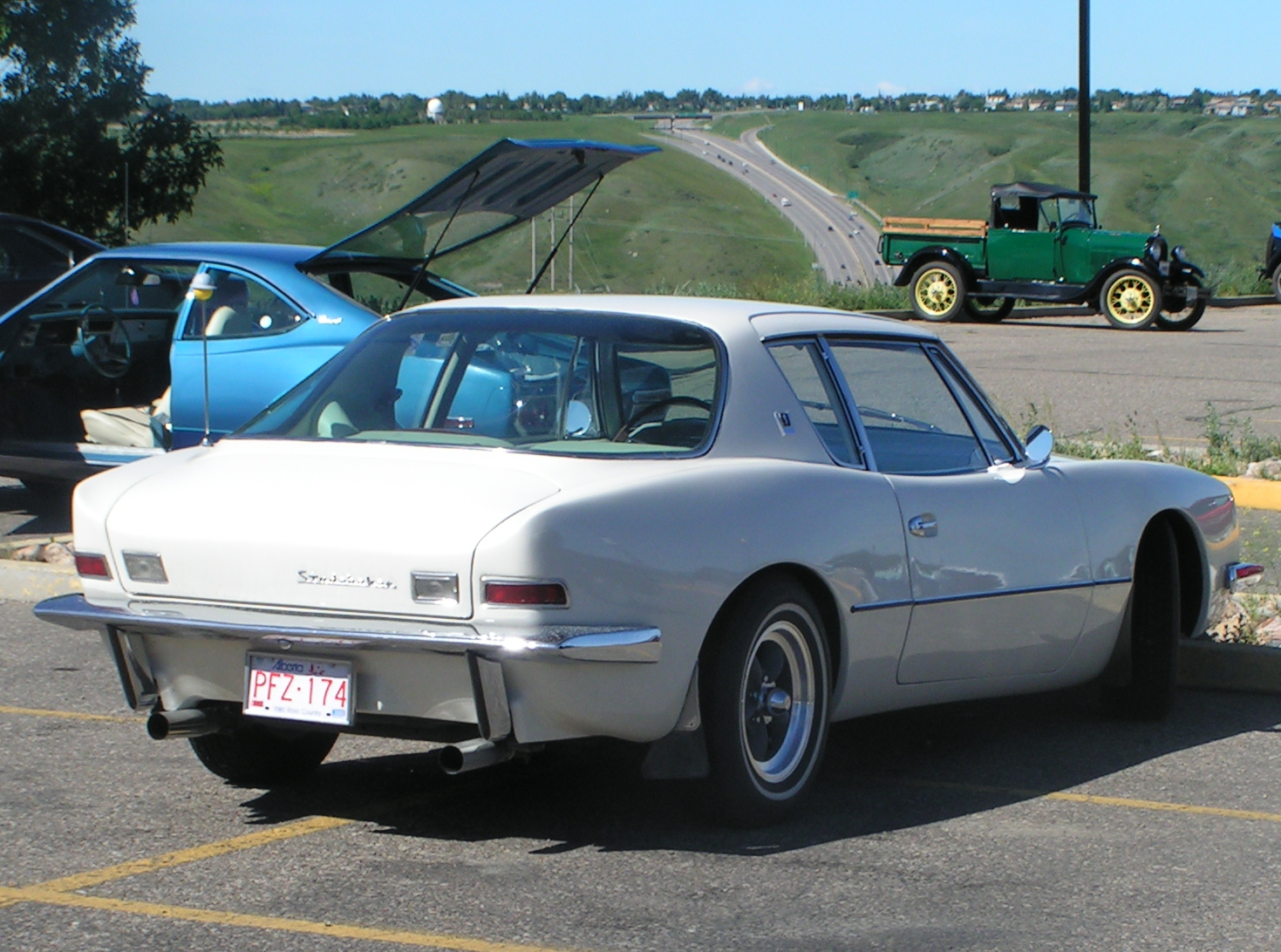
Задний вид Avanti

Когда в 1961 году Шервуд Эгберт вступил в должность президента компании, компания уже находилась на грани банкротства, поэтому он решился на разработку спортивного автомобиля, который бы понравился всем. Разработкой автомобиля занимался знаменитый дизайнер 1950-х годов — Раймонд Лоуи, который до этого уже работал в Studebaker и помог разработать несколько автомобилей, в том числе модели Champion 3-го поколения, Commander 1950 года и Starliner 1953-го, который отличался великолепным дизайном. Кроме того, он разрабатывал бутылку Coca-Cola, «ракушку» Shell, дизайн бытовой техники и так далее. Помогали ему в этом его команда, состоящая из Тома Келлогга, Боба Эндрюса и Джона Эбштейна. По поручению президента им предстояла разработка автомобиля всего за 40 дней. За это время они разработали кузов на Х-раме, состоящий из стекловолокна, ему позже стала поставлять компания MGF, которая изготавливала пластиковые панели для Chevrolet Corvette. Для безопасности в крышу добавили жёсткую дугу безопасности, а детали интерьера были изготовлены из мягких материалов. Шасси было взято от успешной модели 1950-х годов Studebaker Lark, которое, однако, не слишком походило для спортивного автомобиля. Кроме того, на Avanti, впервые среди североамериканских моделей, появились передние дисковые тормоза. В качестве двигателя использовался 4,7-литровый агрегат от модели Hawk, который имел пять модификаций: базовый 240-сильный, турбированный 290-сильный, турбированный с компрессором от Paxton и 335 лошадиными силами, атмосферный 280-сильный с двумя четырёхкамерными карбюраторами и битурбированный 575-сильный с прямым впрыском от Bendix, который не поступил в серию. Последние три были разработаны Эндрю Гранателли и были форсированы до пяти литров.
- Передняя подвеска — независимая, пружинная, со стабилизатором поперечной устойчивости
- Задняя подвеска — жёсткая, на поперечных шарнирах, со стабилизатором поперечной устойчивости
- Рулевое управление — кривошипно-винтовой рулевой механизм
- Передние тормоза — дисковые, от Dunlop
- Задние тормоза — барабанные

## Запуск и производство
Впервые Avanti был представлен 26 апреля 1962 года на международном автосалоне в Нью-Йорке и одновременно на ежегодном Общем собрании акционеров. Роджер Уорд, победитель 500 миль Индианаполиса 1962 года, получил Studebaker Avanti как часть его призового пакета, таким образом став первым частным владельцем Avanti. Studebaker имели много проблем в производстве кузовов, относительно поставщиков, подгонки и отделки, и в результате бесчисленных задержек многие заказы были отменены. В декабре 1962-го производство кузовов было перенесено на собственные предприятия Studebaker.
Цена автомобиля была довольно высока — 4445 долларов США, это было примерно столько же, как у Ford Thunderbird и даже выше, чем у Chevrolet Corvette и Buick Riviera.

## Закрытие
После закрытия фабрики Studebaker в Саут-Бенде (США, Индиана) Competition Press сообщили, что Avanti больше не будет выпускаться. К тому времени тысячи автомобилей пылились на складах Саут-Бенда, около 2500 оставалось у дилеров и только 1600 было продано с момента введения модели. В отличие от этого Chevrolet произвёл в 1963 году 23631 Corvette, а Ford — около 70000 Thunderbird. В 1963 году президент компании Шервуд Эгберт был вынужден уйти в отставку из-за рака желудка.

## Наследие
Название Avanti, инструменты и земля от предприятия были проданы двум саут-бендским дилерам Studebaker, Нэйту Альтману и Лео Ньюмену, которые первыми начали мелкосерийное производство небольшого количества реплик Avanti с новым дизайном и двигателем Chevrolet V8 до 2006 года.
Оригинальный Studebaker Avanti был описан как «один из наиболее важных этапов послевоенной промышленности».